# Mesoeconomia
La mesoecononia és l'anàlisi econòmic que sintetitza l'anàlisi agregat que representa la macroeconomia, l'anàlisi individualitzat de la microeconomia i la teoria d'equilibri general per tal de proporcionar eines per a l'anàlisi dels efectes de canvis a nivell del global de l'economia i/o sectorials en la demanda, costos, expectatives, impostos, nivell de preus, demanda agregada, etc.
El fet que la mesoeconomia accepti la possibilitat de mercats amb competència imperfecta fa que sigui un instrument útil per analitzar els problemes del món real de poder de mercat i les implicacions macroeconòmiques que se'n deriven.